# Mercedes-Benz SSK
El Mercedes-Benz SSK es un roadster construido por el fabricante de automóviles alemán Mercedes-Benz entre 1928 y 1932. Su nombre es una abreviatura  de "Super Sport Kurz" (que en alemán significa "Súper Deportivo Corto"), debido a que se trataba de un desarrollo con distancia entre ejes reducida de un modelo anterior, el Mercedes-Benz S. El SSK era un modelo de rendimiento extremo y obtuvo numerosos éxitos en competición, convirtiéndose en uno de los deportivos más prestigiosos de su época.

## Diseño y logros

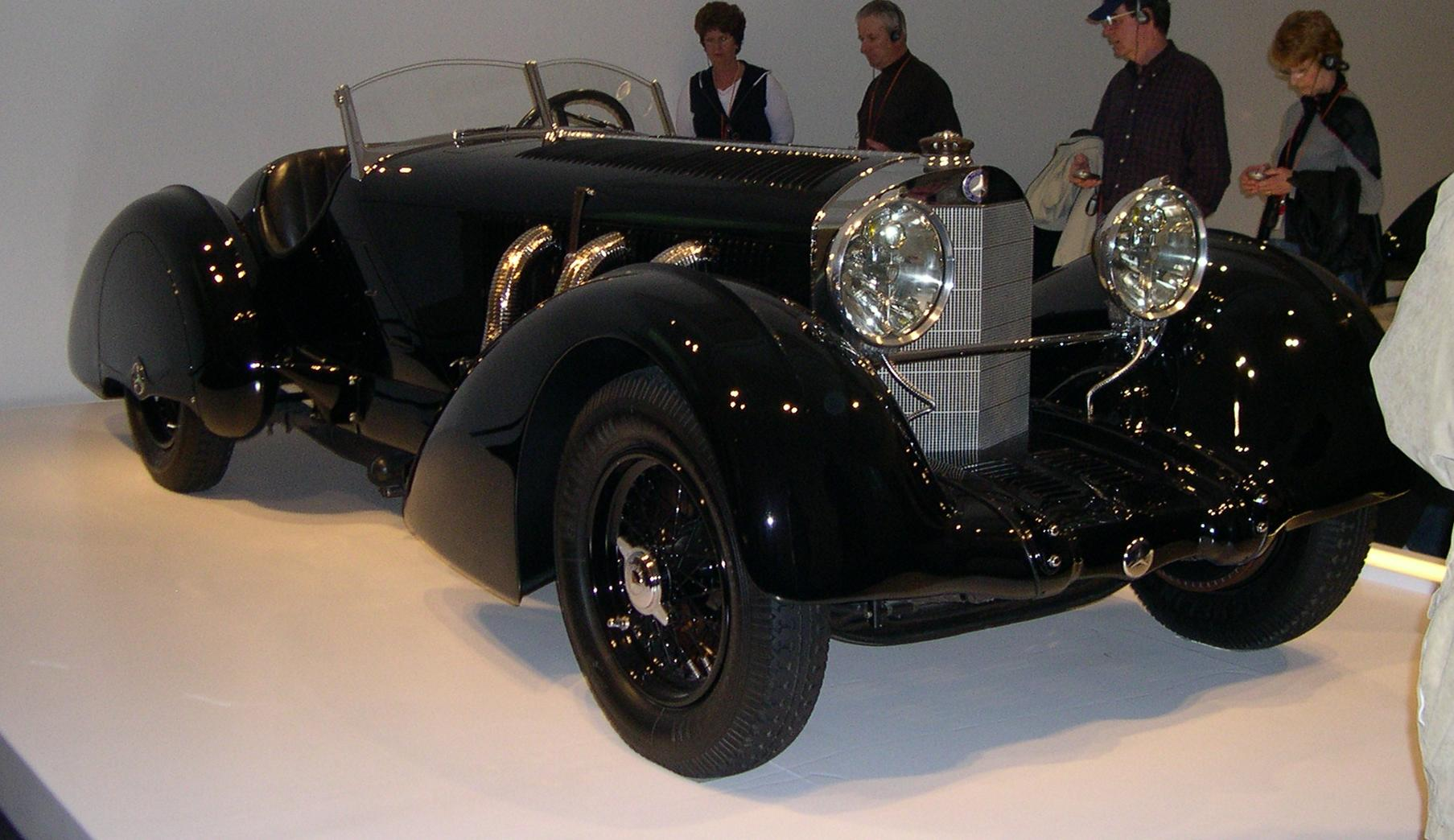
Mercedes-Benz SSK con carrozado de líneas fluidas del Conde Trossi.

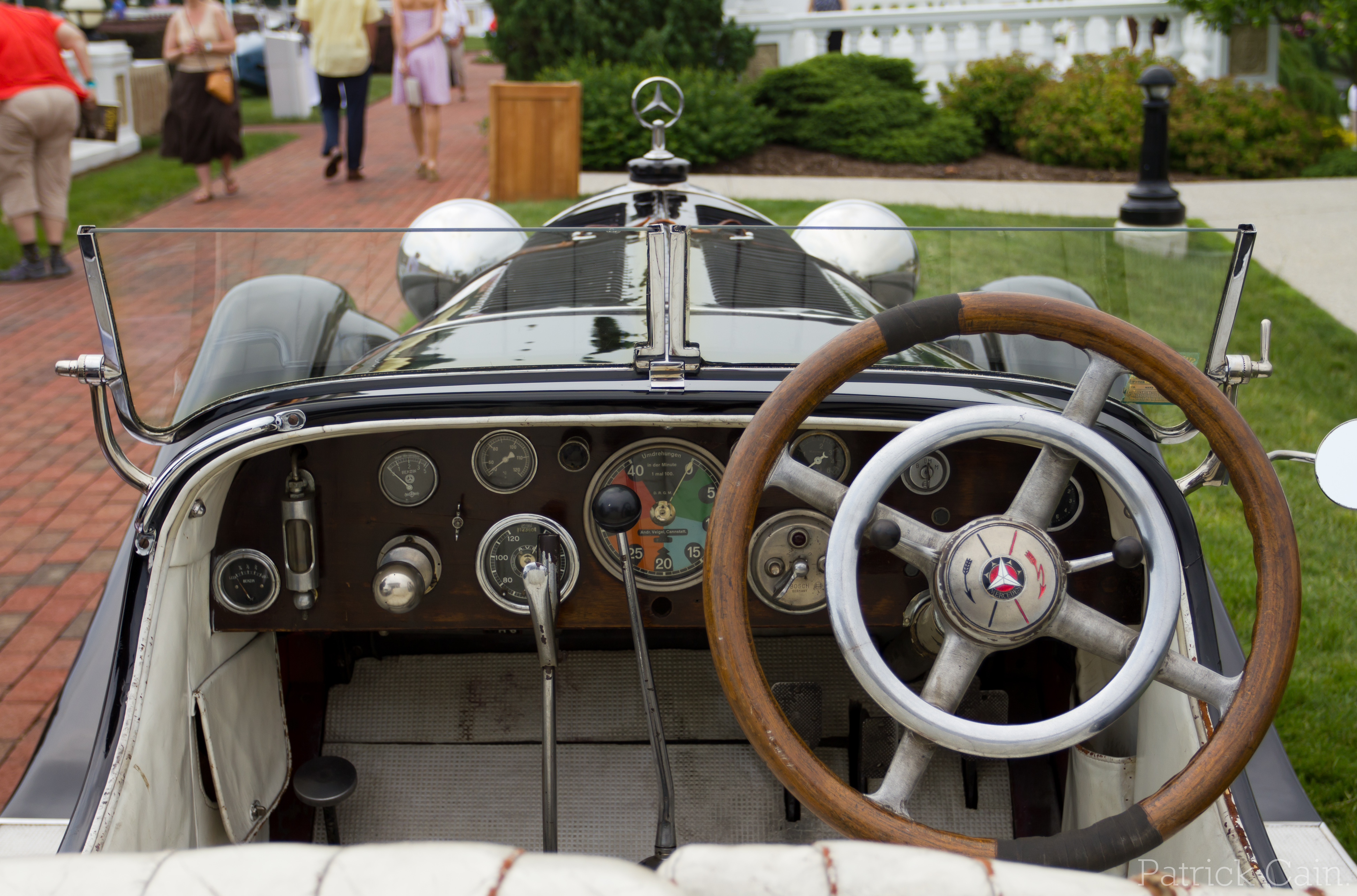
Mercedes-Benz SSK sedán.

El SSK fue el último coche diseñado para Mercedes-Benz por el ingeniero Ferdinand Porsche antes de fundar su propia compañía. Estaba basado en un modelo anterior, el Mercedes-Benz S, pero con el chasis acortado en 480 mm para aligerarlo y hacerlo más ágil y maniobrable, pensando especialmente en carreras cortas y en pruebas de montaña.
Propulsado por un motor de seis cilindros en línea, siete litros de cilindrada, árbol de levas en cabeza y sobrealimentado, disponía de una potencia de entre 200 y 300 caballos, y de un par motor de hasta 680 Nm (dependiendo de los ajustes adoptados). El  SSK era capaz de superar los 190 km/h, convirtiéndolo en el coche más rápido de su época. La sobrealimentación del motor del SSK era accionada por una palanca que se pulsaba cuando se pisaba el pedal del acelerador a fondo, dando entonces un empuje extra al vehículo. Al soltarlo, se desconectaba el compresor.
El SSK logró la victoria en numerosas carreras, incluyendo las 500 Millas de Argentina de 1929; el Gran Premio de Córdoba en 1929 y 1930; y el  Gran Premio de Argentina de 1931. Conducido por el legendario piloto Rudolf Caracciola, consiguió el Tourist Trophy Británico de 1929; el Gran Premio de Irlanda de 1930; el Gran Premio de Alemania de 1931; y la Mille Miglia también en 1931.
La serie de modelos S/SS/SSK fue uno de los candidatos en la penúltima ronda de votaciones para ser designado Automóvil del Siglo XX en 1999, seleccionado por un grupo de 132 periodistas automovilísticos y por el voto del público a través de internet.

## Autenticidad y valor
Se construyeron menos que 40 unidades del SSK, siendo vendidas como Rennwagen (coches de carreras). Muchos ejemplares sufrieron choques más o menos graves en las carreras, siendo posteriormente "canibalizados", por lo que en la actualidad existen unas 100 réplicas utilizando proporciones más o menos altas de componentes procedentes de estos vehículos originales. Únicamente se conservan cuatro o cinco modelos enteramente originales, y su escasez y rica historia hace que se sitúen entre los coches más codiciados del mundo. Así, un modelo de 1929 subastado en Bonhams (Chichester) en septiembre de 2004, se adjudicó por 4,17 millones de libras (7,4 millones de dólares al cambio), convirtiéndolo en el segundo automóvil más caro nunca vendido hasta el momento. Otro SSK, la versión carrozada con líneas fluidas que perteneció al Conde Trossi (véase foto), adquirido y restaurado por el diseñador de moda Ralph Lauren, ganó el Concurso de Elegancia de Peeble Beach en 1993, y el Concorso D'Eleganza Villa d'Este en 2007.